# Ron Lewis
Pour les articles homonymes, voir Ron et Lewis.
Ronald Lewis, né le 27 juillet 1984 à Chicago dans l'Illinois, est un joueur américain de basket-ball, évoluant aux postes d'arrière et d'ailier.

## Carrière
Ron joue sa première saison professionnelle en Belgique dans la première division avec l'équipe du Spotter Leuven. Durant la saison 2007-2008, il est nommé MVP de la 28e journée du championnat. Il fait partie des trois meilleurs marqueurs du championnat avec 17,8 points par match.
Lors de la saison 2008-2009, il joue en Israël avec l'Ironi Nahariya.
Il part ensuite en République tchèque au ČEZ Basketball Nymburk pour la saison 2009-2010.
Durant l'été 2010, il retourne en Belgique et s'engage au Dexia Mons-Hainaut.
En août 2011, il revient en Israël à l'Hapoël Holon.
Le 14 juillet 2015, Lewis signe en France au Rouen Métropole Basket en Pro A. Lewis réalise une belle saison en France d'un point de vue personnel en finissant 8e meilleur marqueur de Pro A (15,5 pts de moyenne).
Le 27 juin 2016, Lewis signe à l'Élan béarnais Pau-Lacq-Orthez,. Le 2 décembre 2016, il chute lourdement et souffre d'une lésion au niveau des vertèbres lombaires. Il est arrêté sept semaines,. Le 7 avril 2017, lors de la défaite de l'Elan Béarnais contre Le Portel, Ron Lewis se blesse gravement au genou, victime d'une rupture des ligaments croisés, et doit s'écarter des parquets pendant six mois.
Le 8 janvier 2018, Lewis signe pour le reste de la saison avec Le Havre dans l'objectif de maintenir le club en Pro B.
Le 30 juillet 2018, Lewis s'engage avec Provence Basket, promu en Jeep Élite. À la fin de la saison, Provence Basket est relégué en Pro B.
Le 11 août 2019, Lewis signe pour un an en Pro B avec le SLUC Nancy Basket. À l'intersaison suivante, il prolonge son contrat pour évoluer avec Nancy en 2020-2021.
Il prend sa retraite à l'issue de la saison 2020-2021.

## Clubs successifs
- 2007-2008 :  Spotter Leuven
- 2008-2009 :  Ironi Nahariya
- 2009-2010 :  ČEZ Basketball Nymburk
- 2010-2011 :  Dexia Mons-Hainaut
- 2011-2012 :  Hapoël Holon
- 2012-2013 :  Antalya Büyükşehir Belediyesi
- 2013 :  Brujos de Guayama
- 2013-2014 :  Brindisi
- 2014-2015 :  PMS Turin
- 2015-2016 :  Rouen Métropole Basket
- 2016-2017 :  Élan béarnais Pau-Lacq-Orthez
- 2017-2018 :  Saint Thomas Basket Le Havre
- 2018-2019 :  Provence Basket
- 2019-2021 :  SLUC Nancy Basket

## Statistiques

### Universitaires
Les statistiques en matchs universitaires de Ron Lewis sont les suivantes :
| Saison    | Équipe        | Matchs | Titul. | Min./m | % Tir | % 3pts | % LF | Rbds/m. | Pass/m. | Int/m. | Ctr/m. | Pts/m. |
| --------- | ------------- | ------ | ------ | ------ | ----- | ------ | ---- | ------- | ------- | ------ | ------ | ------ |
| 2002-2003 | Bowling Green | 29     | 26     | 31,1   | 47,9  | 26,2   | 79,7 | 5,00    | 2,52    | 1,21   | 0,31   | 12,10  |
| 2003-2004 | Bowling Green | 31     | 30     | 33,8   | 39,6  | 33,6   | 82,0 | 4,71    | 2,94    | 0,77   | 0,48   | 16,97  |
| 2005-2006 | Ohio State    | 32     | 6      | 25,4   | 44,9  | 33,9   | 78,1 | 3,25    | 1,41    | 0,53   | 0,09   | 11,22  |
| 2006-2007 | Ohio State    | 39     | 38     | 28,8   | 42,7  | 34,4   | 77,8 | 3,59    | 1,28    | 0,95   | 0,33   | 12,67  |
| Total     |               | 131    | 100    | 29,7   | 43,1  | 33,1   | 79,7 | 4,08    | 1,98    | 0,86   | 0,31   | 13,21  |

### Professionnels
| Saison    | Équipe                        | Matchs | Titul. | Min./m | % Tir | % 3pts | % LF | Rbds/m. | Pass/m. | Int/m. | Ctr/m. | Pts/m. |
| --------- | ----------------------------- | ------ | ------ | ------ | ----- | ------ | ---- | ------- | ------- | ------ | ------ | ------ |
| 2011-2012 | Hapoël Holon                  | 31     | 31     | 35,1   | 37,6  | 29,7   | 80,8 | 4,52    | 3,77    | 1,39   | 0,19   | 18,23  |
| 2012-2013 | Antalya Büyükşehir Belediyesi | 21     | 20     | 33,5   | 40,6  | 34,0   | 81,3 | 4,48    | 2,90    | 1,29   | 0,10   | 15,95  |
| 2012-2013 | Brujos de Guayama             | 4      | 4      | 37,6   | 44,0  | 30,0   | 90,0 | 6,25    | 3,50    | 1,00   | 0,25   | 17,00  |
| 2013-2014 | New Basket Brindisi           | 33     | 33     | 27,5   | 39,4  | 31,3   | 78,0 | 3,27    | 1,21    | 0,64   | 0,03   | 10,55  |
| 2014-2015 | PMS Turin                     | 38     | 38     | 33,3   | 44,7  | 39,5   | 80,7 | 5,39    | 2,00    | 1,05   | 0,21   | 18,84  |
| 2015-2016 | Rouen Métropole Basket        | 34     | 33     | 32,9   | 39,4  | 36,5   | 80,7 | 3,26    | 2,97    | 1,21   | 0,03   | 15,53  |
| 2016-2017 | Élan béarnais Pau-Lacq-Orthez | 20     | 20     | 29,5   | 33,2  | 29,5   | 76,3 | 3,05    | 1,95    | 0,90   | 0,10   | 11,30  |
| 2017-2018 | Saint Thomas Basket Le Havre  | 22     | 21     | 33,8   | 38,2  | 34,6   | 73,4 | 3,55    | 3,77    | 0,68   | 0,05   | 16,86  |
| 2018-2019 | Provence Basket               | 33     | 33     | 31,5   | 41,0  | 37,6   | 70,8 | 3,52    | 3,36    | 1,09   | 0,12   | 15,33  |